# Salammbô (Reyer)
Salammbô is een opera in vijf aktes gecomponeerd door Ernest Reyer. Het werk gebruikt een Franstalig libretto van Camille de Locle, gebaseerd op de roman Salammbo van Gustave Flaubert uit 1862.
De première van deze opera vond plaats in de koninklijke Muntschouwburg te Brussel op 10 februari 1890, onder leiding van Edouard Bärwolf. Rose Caron zong de hoofdrol. Tot 4 mei van dat jaar vonden er 32 voorstellingen plaats.
Het werk wordt nog maar zelden opgevoerd. De voorlaatste opvoering vond plaats in de Opéra de Paris in 1943 en op 27 september 2008 te Marseille vond de meest recente uitvoering plaats. Deze uitvoering vond plaats ter ere van Reyer, die toen honderd jaar geleden gestorven was.

## Rolverdeling

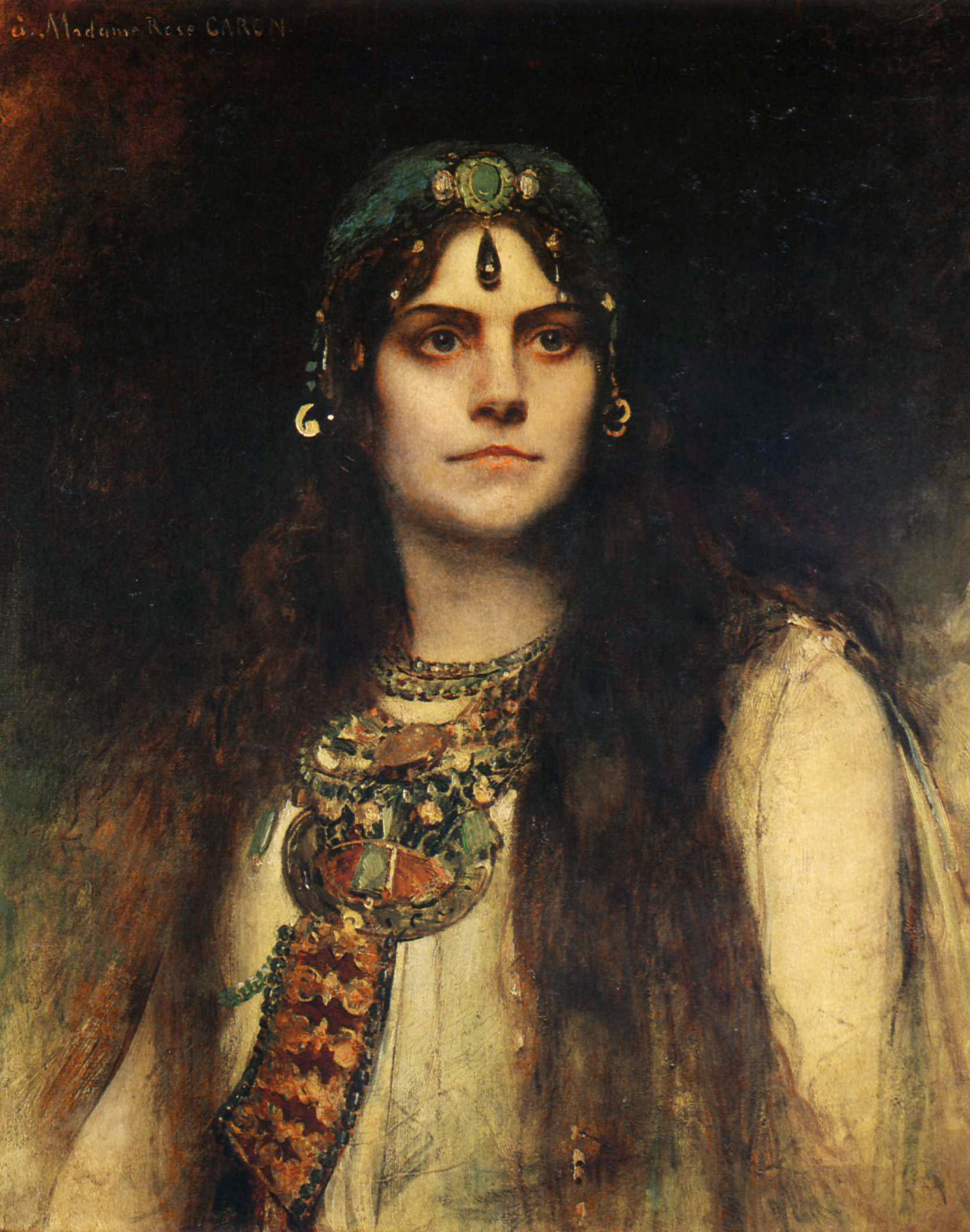
Rose Caron als Salammbô.
Naar een portret door Léon Bonnat.

| Rol                                         | Stem         | Premièrecast, (Dirigent: Edouard Bärwolf) |
| ------------------------------------------- | ------------ | ----------------------------------------- |
| Hamilcar, Carthaagse leider                 | bariton      | Maurice Renaud                            |
| Salammbô, een priesteres, Hamilcars dochter | sopraan      | Rose Caron                                |
| Taanach, Salammbô's dienaar                 | mezzosopraan | Anna Wolff                                |
| Shahabarim, opperpriester van Tanit         | tenor        | Edmond Vergnet                            |
| Narr'Havas, koning van Numidia              | bas          | Sentein                                   |
| Giscon, Carthaagse generaal                 | bas          | Peeters                                   |
| Mathô, leider van de Libische huurlingen    | tenor        | Henri Sellier                             |
| Spendius, Griekse slaaf                     | bariton      | Max Bouvet                                |
| Autharite, Gallische huurling               | bas          | Challet                                   |

## Setting
- Plaats: Carthago
- Tijd: 240 v.c.

## Andere opera-adaptaties
In 1863 was Modest Moessorgski ook begonnen aan het schrijven van een opera op basis van Flauberts roman, maar hij heeft deze nooit afgewerkt. Andere versies werden gecomponeerd door V. Fomari (1881), Niccolò Massa (1886), Eugeniusz Morawski-Dąbrowa, Josef Matthias Hauer (1930), Alfredo Cuscinà (1931), Veselin Stoyanov (1940) en Franco Casavola (1948). De hedendaagse componist Philippe Fénélon schreef ook een versie van Salammbô: deze ging 1998 in première in de Opéra Bastille.